# Saltdal
Saltdal ist eine Kommune im norwegischen Fylke Nordland. Die Kommune hat 4822 Einwohner (Stand: 1. Januar 2025). Verwaltungssitz ist die Ortschaft Rognan.

## Geografie

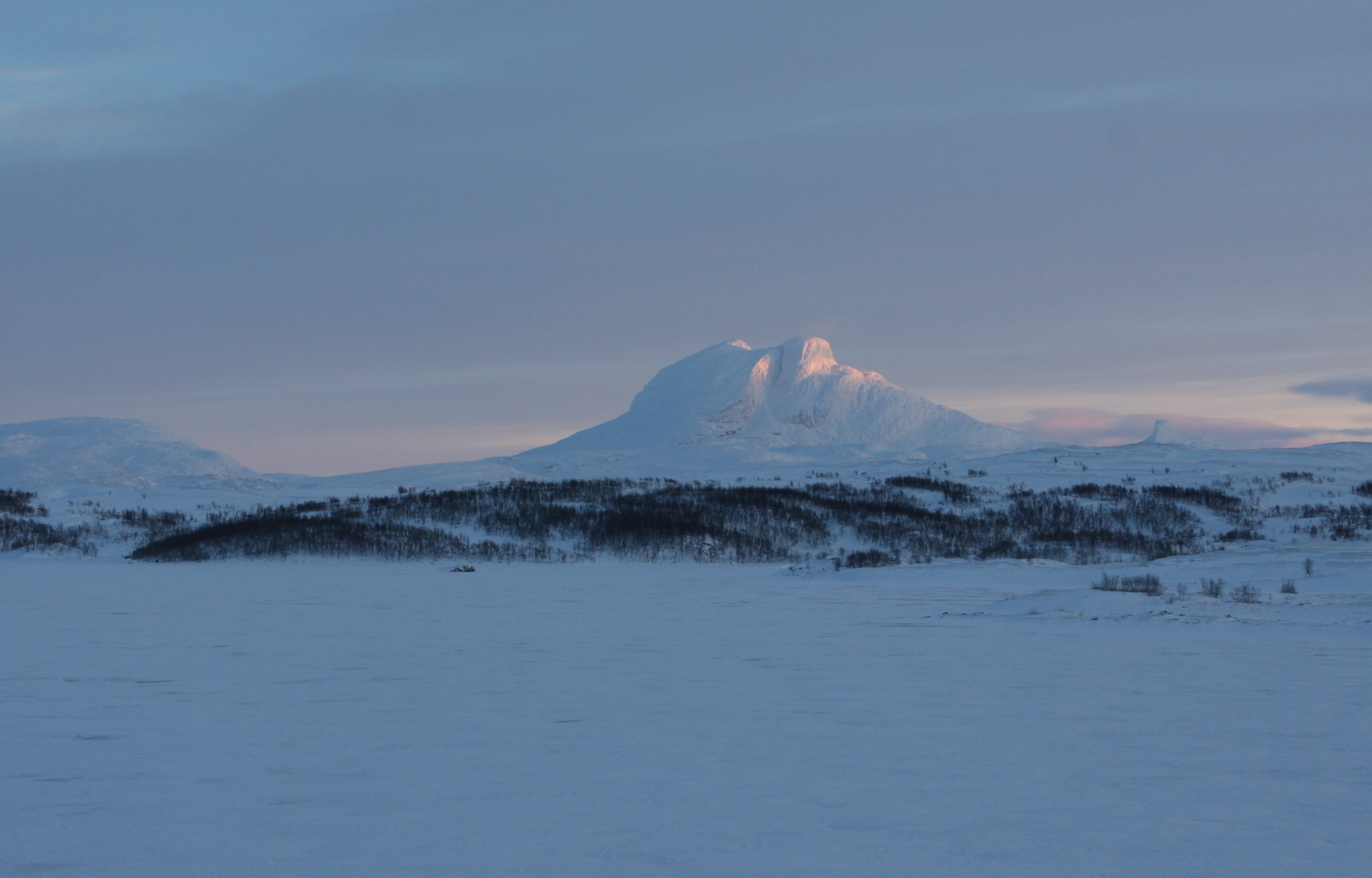
Nordre Saulo im Junkerdal-Nationalpark

Die Gemeinde Saltdal liegt am östlichen Ende des Saltfjorden, welcher ein Arm des Skjerstadfjorden darstellt. Saltdal grenzt an Fauske im Norden, Bodø und Beiarn im Westen sowie Rana im Süden. Die Ostgrenze der Gemeinde ist zugleich die norwegisch-schwedische Grenze. Von Süden kommend fließt der Fluss Saltelva durch das Tal Saltdalen bis zum Saltfjorden. Bei der Ortschaft Rognan mündet er ins Meer. Das Junkerdalen, ein Seitental des Saltdalen führt Richtung Schweden. In der Gemeinde liegen mehrere Seen, unter anderem das Ballvatnet nahe der Grenze zu Schweden sowie das Nordre Bjøllavåtnet im Südwesten. Mit dem Junkerdal-Nationalpark und dem Saltfjellet-Svartisen-Nationalpark liegen Gebiete von zwei Nationalparks innerhalb der Gemeinde.
Während der Küstennahe Bereich im Westen eher flach ist, erreichen die Gebiete im Osten der Gemeinde Höhen von über 1500 moh. Die höchste Erhebung ist der Nordre Saulo (samisch: Nuorttasávllo), der direkt an der Reichsgrenze liegt, mit einer Höhe von 17656 moh. Die Kommune gehört zu den niederschlagsärmsten des Landes.

## Einwohner

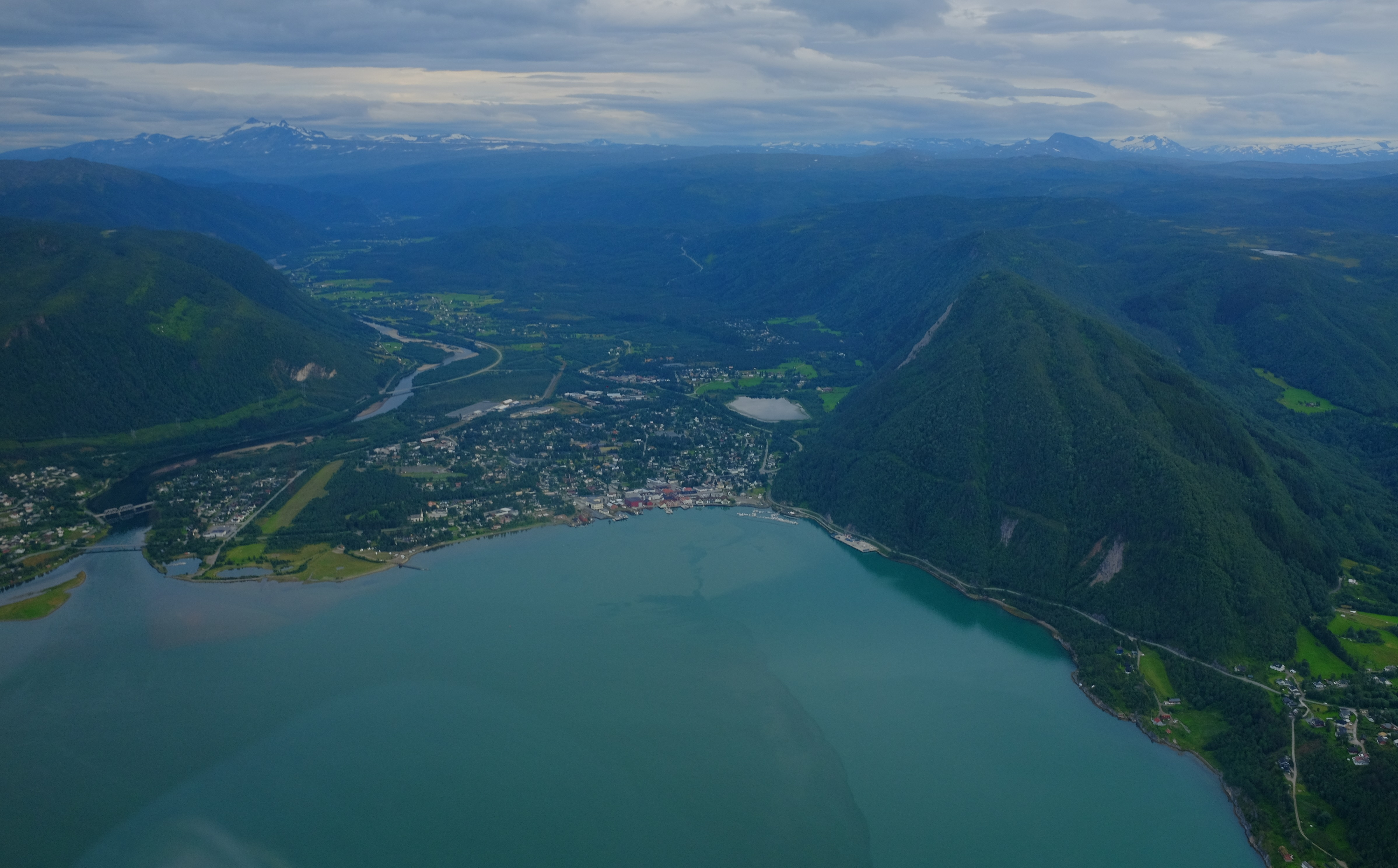
Rognan am Saltfjorden aus der Luft

Die Einwohnerzahl von Saltdal ging in der Zeit zwischen dem Zweiten Weltkrieg und den 1970er-Jahren zurück, bevor die Zahl bis Mitte der 1980er-Jahre wieder anstieg. Anschließend begann die Anzahl an Einwohnern wieder zu schrumpfen. Die Einwohner leben größtenteils entlang des küstennahen Bereichs des Saltdalens. Direkt an der Küste liegt die Ortschaft Rognan, wo auch die Gemeindeverwaltung ihren Sitz hat. In der Kommune liegen zwei sogenannte Tettsteder, also zwei Ansiedlungen, die für statistische Zwecke als eine städtische Siedlung gewertet werden. Diese sind Rognan mit 2641 und Røkland mit 602 Einwohnern (Stand: 1. Januar 2024).
Die Einwohner der Gemeinde werden Saltdaling genannt. Offizielle Schriftsprache ist wie in vielen Kommunen in Nordland Bokmål, also die weiter verbreitete der beiden norwegischen Sprachformen.
| Jahr          | 1986 | 1990 | 1995 | 2000 | 2005 | 2010 | 2015 | 2020 | 2025 |
| ------------- | ---- | ---- | ---- | ---- | ---- | ---- | ---- | ---- | ---- |
| Einwohnerzahl | 5274 | 5190 | 5150 | 4887 | 4800 | 4692 | 4734 | 4671 | 4822 |

## Geschichte
Die Gemeinde wurde nach der Einführung der lokalen Selbstverwaltung im Jahr 1837 gegründet. Die Grenze blieb weitgehend unverändert, nur im Jahr 1949 wurde ein von zehn Einwohnern bewohntes Gebiet von der damaligen Kommune Skjerstad überführt.
Während des Zweiten Weltkriegs wurde unter der deutschen Besatzung in der Gemeinde die sogenannte Blutstraße (norwegisch Blodvei) von Kriegsgefangenen gebaut. Heute erinnert in einer ehemaligen Lagerbaracke das Blodveimuseum daran.
Die Holzkirche Saltdal kirke in Rognan wurde im Jahr 1864 erbaut, im Jahr 1938 folgte die Øvre Saltdal kirke im südlicheren Saltdalen.

## Wirtschaft und Infrastruktur

### Verkehr

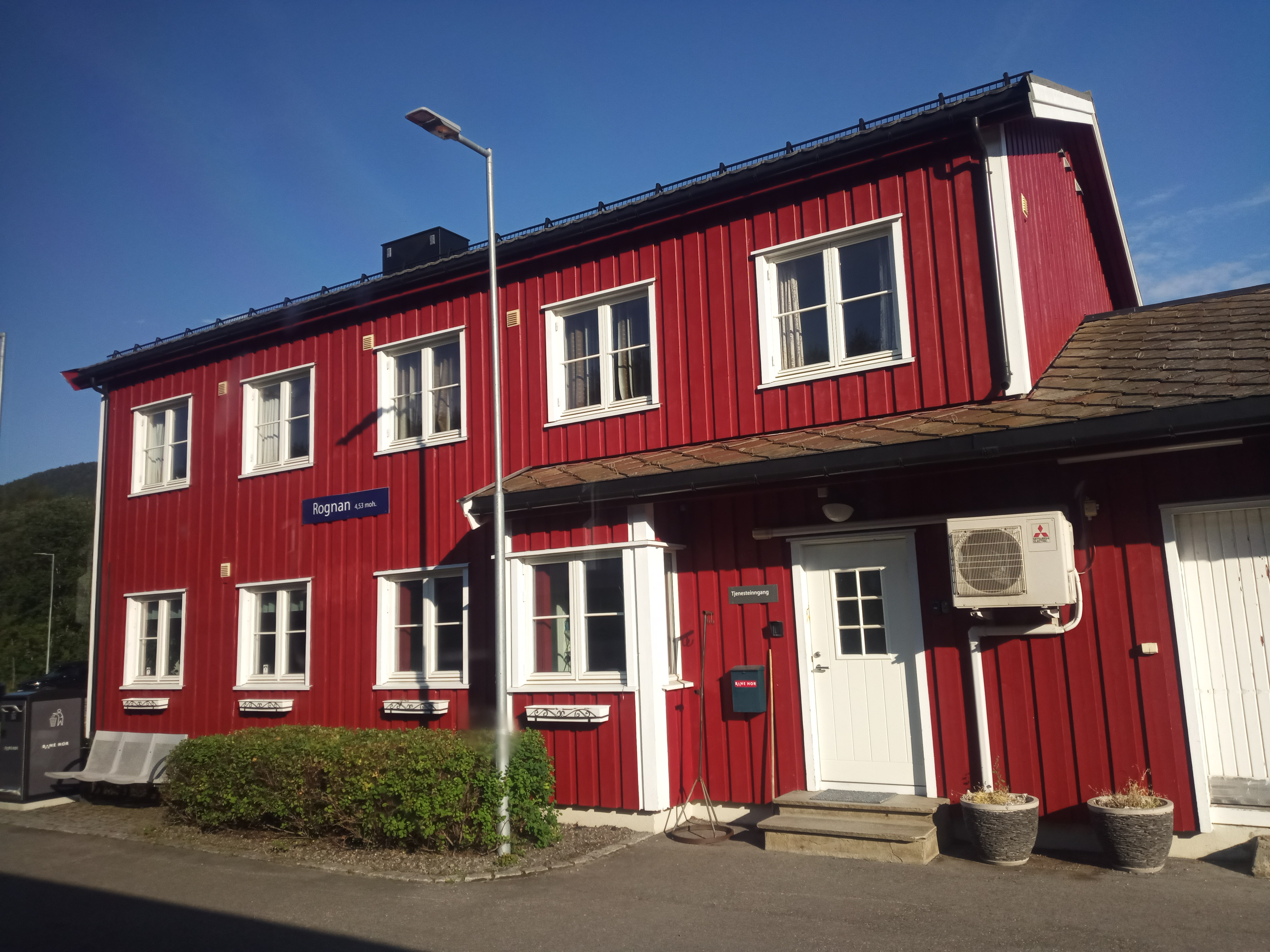
Empfangsgebäude Bahnhof Rognan

In Nord-Süd-Richtung führt die Europastraße 6 (E6) durch die Gemeinde. Die Straße verläuft im Süden parallel zur Saltelva durch das Saltdalen, weiter nördlich führt sie am östlichen Ende des Saltfjorden vorbei und geht nach Fauske über. Etwas südlich von der Ortschaft Rognan zweigt der Fylkesvei 812 ab, der die Verbindung nach Beiarn herstellt. Ebenfalls parallel zur Saltelva verlaufen die Schienen der Eisenbahnlinie der Nordlandsbanen. Eine der Haltestellen liegt in Rognan, sie wurde im Jahr 1958 eröffnet, als der Streckenabschnitt bis Fauske in Betrieb genommen wurde.

### Wirtschaft
Vor allem die Gebiete im Saltdal sind für die Landwirtschaft geeignet, wo überwiegend Futter und Kartoffeln angebaut werden. Für die Tierhaltung ist besonders die Haltung von Kühen und Schafen von Bedeutung. Die Forstwirtschaft spielt eine eher untergeordnete Rolle, obwohl Waldflächen vorhanden sind. In der industriellen Produktion dominiert die Werksindustrie. In Rognan war traditionell auch der Bootsbau wichtig, dieser ging allerdings über die Zeit zurück. Im Jahr 2019 arbeiteten von 2240 Arbeitstätigen 1776 in Saltdal selbst, der Rest verteilte sich vor allem auf Bodø und Fauske.

## Name und Wappen
Das seit 1988 offizielle Wappen der Kommune zeigt einen goldenen Vogelbeerzweig auf rotem Hintergrund. Es soll die Natur darstellen, zudem ist die Vogelbeere in der Kommune ein verbreitetes Gewächs. Die Region wurde im Jahr 1430 als Salftadal erwähnt. Der Name der Gemeinde leitet sich von Namen des Flusses Saltdalsvelva ab.

## Persönlichkeiten
- Ludvig Kristensen Daa (1809–1877), Historiker und Politiker, Mitglied des Storting
- Lena Kristin Ellingsen (* 1980), Schauspielerin